# Panfília

Mapa da Anatólia mostrando a região da Panfília na região sul, na costa do Mediterrâneo

Panfília (em latim: Pamphylia) era uma região no sul da antiga Ásia Menor (Anatólia), entre a Lícia e a Cilícia, estendendo-se do Mediterrâneo até os montes Tauro, um território que corresponde ao da moderna província de Antalya, na Turquia. Ele fazia fronteira ao norte com a Pisídia. Durante o período romano, o termo passou a designar também uma região maior, que incluía a Pisídia e todo o território que ia até as fronteiras da Frígia e da Licônia. Neste sentido mais amplo é que o termo foi utilizado por Ptolemeu.

## Etimologia
O nome Pamphylia (de onde deriva o termo "Panfília" em língua portuguesa) deriva do grego Παμφυλία, que é derivado, por sua vez, de πάμφυλος (pamphylos), literalmente "de tribos ou raças misturadas", uma composição de πᾶν (pan), forma neutra de πᾶς (pas) "todos" com φυλή (phylē), "raça, tribo". Heródoto deriva sua etimologia de uma tribo dória, os pamphyloi (Πάμφυλοι), que ele diz terem sido os colonizadores da região. Esta tribo, por sua vez, ele diz ter sido batizada em homenagem a Pânfilo (Pamphylos - Πάμφυλος), filho de Aigimios.

## Origens dos panfílios

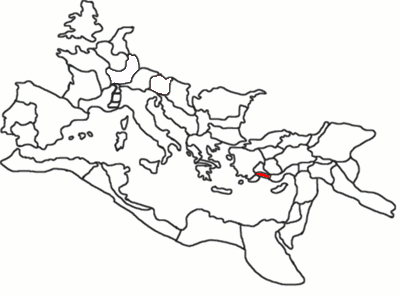
Posição de Panfília no Império Romano

Os panfílios eram uma mistura de habitantes autóctones com imigrantes cilícios e gregos. que se mudaram para lá vindos da Arcádia e do Peloponeso no século XII a.C.. A importância da contribuição grega para a origem dos panfílios pode ser comprovada tanto pela tradição quanto pela arqueologia e a Panfília pode ser considerada uma região grega desde o início da Idade do Ferro até a Alta Idade Média.
Diversos estudiosos já distinguiram no dialeto panfílio importantes isoglossas tanto com o arcadiano quanto com o cipriota (grego arcadocipriota), o que permite que ambas as línguas possam ser estudadas juntamente com um grupo de dialetos por vezes chamado de aqueus, uma vez que ele era utilizado não só por tribos da Acaia mas também por colonos de outras regiões falantes do grego, como os dórios e os eólios

## História

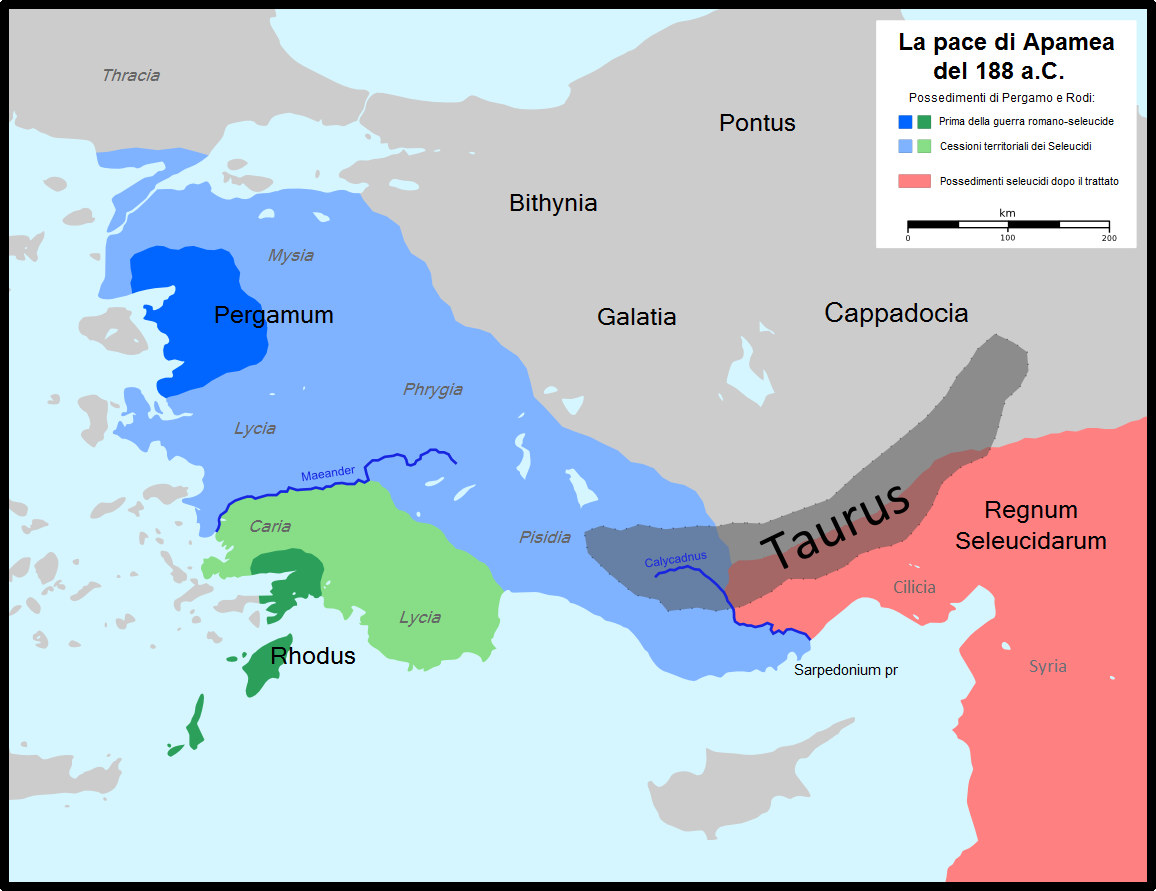
Em cores mais claras, os territórios perdidos pelo Império Selêucida depois da Guerra Romano-Síria em A Panfília está entre eles (em azul claro)

### Período pré-romano
A primeira menção história dos "panfílios" aparece em meio a um grupo de nações subjugadas pelos reis da Lídia da dinastia Mermnad. Eles próprios foram depois subjugados pelos monarcas persas do Império Aquemênida e gregos do Império Selêucida.

### Província romana

#### Fusão com a Galácia
Depois da derrota de Antíoco III, o Grande, em 190 a.C., a Panfília estava entre as províncias anexadas pelos romanos aos domínios de seu aliado Eumenes, do Reino de Pérgamo. Algum tempo depois, os panfílios se juntaram aos pisídios e cilícios em atividades de pirataria e Sida tornou-se a principal cidade, sendo do mais próspero mercado de escravos da região. A Panfília foi também incluída por um breve período nos domínios de Amintas, o rei da Galácia, mas, depois de sua morte, a região foi transformada na província romana da Galácia.

##### Viagens de Paulo
Evidentemente, havia judeus ou prosélitos naquela região, pois no Pentecostes de 33, pessoas da Panfília se achavam em Jerusalém e ficaram surpresas de ouvir os discípulos falarem em seu "próprio idioma". A região foi visitada pelo apóstolo Paulo em sua primeira viagem missionária. De Pafos, no Chipre, ele, Barnabé e João Marcos navegaram para o noroeste cruzando o mar "e chegaram a Perge, na Panfília". Não se sabe com certeza se eles desembarcaram em Ataleia e viajaram por terra os poucos quilômetros até Perge ou se navegaram direto para lá; relata-se que, em tempos antigos, o rio Cestro era navegável pelo menos até Perge. Nesse ponto, João Marcos separou-se dos outros e retornou a Jerusalém, mas Paulo e Barnabé seguiram para o norte através das montanhas até Antioquia da Pisídia, na província romana da Galácia. Essa rota era notória por causa dos bandidos que havia ali. Na viagem de retorno, os dois viajaram através da Panfília a Perge e pregaram ali. A seguir foram para o porto de Ataleia e navegaram dali até a cidade de Antioquia, na Síria.

#### Província da Lícia e Panfília
A província da Lícia e Panfília (em latim: Lycia et Pamphylia) foi criada pelo imperador romano Vespasiano (r. 69–79), que fundiu a Lícia, que havia sido criada como província em 43 d.C. por Cláudio, com a Panfília, que era parte da província da Galácia desde a morte de Amintas, e a porção sul da Pisídia.

##### Administradores
- Quinto Verânio 43-48
- Marco Hírrio Frontão Nerácio Pansa 70-72
- Caio Caristânio Frontão 75/76
- Marco Petrônio Umbrino 76 e 78
- Tito Aurélio Quieto 80
- Públio Bébio Itálico 86/87
- Caio Âncio Áulo Júlio Quadrado 91 e 92/93
- Lúcio Domício Apolinário 93-96
- Caio Trebônio Próculo Mécio Modesto 99 e 103
- Quinto Pompeu Falco 103-107
- Marco Flávio Aper 125
- Quinto Servílio Pudente 152
- Tibério Polênio Armênio Peregrino 244

#### Província da Panfília
No final do século III, durante a reforma de Diocleciano, a província da Panfília passou a fazer parte da Diocese da Ásia, subordinada à prefeitura pretoriana do Oriente, uma situação que perdurou até o século VII, quando foi adotado o sistema de temas e a Panfília passou a compor o recém-criado Tema Cibirreota, a principal província marítima do Império Bizantino e base dos carabisianos. Depois da desastrosa derrota na Batalha de Manzicerta (1071), a região foi perdida para os turcos seljúcidas e, apesar de uma breve recuperação durante o reinado de Manuel I Comneno (r. 1143–1180), desapareceu do registro histórico.

## Sítios arqueológicos
- Antália
- Aspendo
- Ponte Eurymedon em Aspendo, uma ponte romana que foi reconstruída pelos seljúcidas e que tem um formato em zigue-zague sobre o rio.
- Ponte Eurymedon em Selge, uma ponte romana
- Perge
- Sida
- Silião

## Sés episcopais
As sés episcopais da província que aparecem no Annuario Pontificio como sés titulares são:
- Andeda (Ândia)
- Ariasso
- Aspendo
- Ataleia na Panfília (Antália)
- Carália (Usqueles)
- Case na Panfília (Beixequir)
- Códrula
- Colbasa (Goldechiftlique)
- Colibrasso (Side?)
- Comama (Sequiriuque)
- Coracésio (Alânia)
- Cotena
- Cotrada
- Cremna
- Dalisando na Panfília (às margens do lago Seidixecri)
- Etena
- Eudócias (em Carapenarcoi)
- Hadriane (Belenlu, Belerli)